# Benoît Chassériau
Benoît Chassériau du Chiron (La Rochelle 19 août 1780 - Porto Rico 27 septembre 1844) est un diplomate, agent secret français, et ministre de la police de l'État libre de Carthagène des Indes (aujourd'hui en Colombie). Il est le premier diplomate français auprès de la République de Colombie en 1824.
Son nom en Amérique du Sud est souvent orthographié Benito Chassériau ou Chasserieux.

## Biographie

### 1798 à 1801: Campagne d'Égypte avec Napoléon
Il fait la mémorable campagne d'Égypte de Napoléon Bonaparte. Bien que très jeune, il administre, comme contrôleur des finances, deux importantes provinces de la Haute-Égypte de 1798 à 1801, sous le commandement, d'abord du général de division François-Étienne de Damas et ensuite sous celui du général Augustin-Daniel Belliard.

### 1802 à 1807: Expédition de Saint-Domingue et visite de l'Amérique espagnole
Nommé trésorier-général, lors de l'expédition de Saint-Domingue en 1802, Benoît Chassériau exerce les fonctions de secrétaire général sous le gouvernement du général Jean-Louis Ferrand de la partie Est de Saint-Domingue, cédée à la France par le Traité de Bâle en 1795. Lors de l'invasion de la péninsule par les armées de la République, cette partie du territoire de Saint-Domingue, restée plus espagnole que française se soulève. Fait prisonnier, Benoît Chassériau parvient à s'échapper des fers, mais la guerre maritime menée par le Royaume-Uni l'empêche de revenir en France. Il visite alors les Antilles et le continent de l'Amérique espagnole. Il fit partie des exilés français partis de Saint-Domingue à l'origine de la ville d'Aigleville (Alabama) et de la Vine and Olive Colony aux États-Unis.

### 1813: Nommé ministre de la Police de l'État libre de Carthagène des Indes (Colombie)
Benoît Chassériau est  nommé en 1813, ministre de la police du gouvernement de Carthagène, en compagnie de son ami Antoine Leleux, qui doit quant à lui détenir le portefeuille de la Guerre et à la Marine.

### 1814:1reexpéditionpour la libération du Panama
Benoît Chassériau comme commandant en chef,  dirige la première expédition secrète des indépendants visant à libérer Portobelo, un port au Panama de la domination espagnole. Il part de Carthagène avec 460 soldats et marins embarqués à bord de huit goélettes et attaque Portobelo le 16 janvier 1814. Parmi eux se trouvent les célèbres capitaines corsaires Renato Beluche (l'amiral préféré de Simón Bolívar) et le Français Louis-Michel Aury avec lequel il aura par la suite d'autres projets de conquête dans la Caraïbe. Cette expédition se solde par un échec et est repoussée par les royalistes espagnols commandés par le gouverneur Joaquín Rodríguez Valcárcel.
La seconde expédition qui doit se conclure par la prise du port est menée en 1819 par le général écossais Gregor MacGregor.
En 1822, Benoît Chassériau est chargé de représenter la loge maçonnique de la Guajira auprès du Grand Orient de France afin d'obtenir une reconnaissance mutuelle. Appartenir à une loge était moins un signe d’adhésion à des principes philosophiques ou religieux que dans un but révolutionnaire pour la liberté et contre l’Espagne.
En 1822, il est employé par le département des Affaires étrangères, comme agent en mission dans l'Amérique du Sud.

### 1824:1erdiplomate français auprès de la Colombie
En 1824, il est agent commercial et maritime auprès de la Colombie, dépêché par François-René de Chateaubriand alors ministre des Affaires étrangères, devenant ainsi le 1er diplomate français auprès de la République de Colombie. À noter que les lettres de créances ne furent pas présentées aux autorités colombiennes.
Chateaubriand confie de 1823 à 1824 deux missions à Benoît Chassériau : la première de s’assurer des dispositions du gouvernement colombien et suggérer une médiation de la France, et la seconde de faciliter les relations commerciales entre ce nouvel État et la France, principalement avec la Martinique.
Il peut fournit d’importants renseignements sur la situation de la colonie espagnole, sur les opinions et la tendance de ses habitants. La France ne veut alors pas favoriser ouvertement l'indépendance de la Colombie, mais elle souhaite que cette dernière en appelât à elle. Chargé par le ministre d’aller préparer la voie, sans blesser la susceptibilité de l’Espagne, Benoît Chassériau part avec un vaisseau colombien, accompagné de son fils aîné Frédéric-Victor-Charles Chassériau, bien jeune encore (il n'a que 17 ans) mais capable d’aider son père. Tandis qu’il remplit sa difficile mission, la France déclare la guerre au . Le duc d’Angoulême, qui commande l’armée, déclare dans une proclamation que non seulement la légitimité et le pouvoir absolu devaient être maintenus en Espagne, mais aussi dans ses colonies. Cette imprudente déclaration met notre agent français dans la position la plus délicate. Il arrive que Benoît Chassériau soit même considéré comme un agent secret de l’Espagne. Son assurance du bon vouloir de la France en faveur de l’indépendance, démentie par la proclamation du duc, est regardée comme mensongère et les partisans de la liberté des colonies faillirent lui faire un mauvais parti, tandis que la faction espagnole le regardait d’un mauvais œil. Rappelé en France, il apprend en débarquant à Brest la chute du ministère Chateaubriand.
De 1826 à 1830, il est agent du département de la marine à l'île danoise de Saint Thomas, actuellement aux îles Vierges des États-Unis.
De 1832 à 1833, il est  à Saint Thomas

### 1835 à 1844: consul de France accrédité à Porto Rico.
Chassériau est accrédité en 1835, comme consul de France à Porto Rico où il y a alors une population de 450 000 âmes - sur laquelle 12 000 français et la plupart des réfugiés de Saint-Domingue forment la partie la plus industrieuse de cette population. La proximité de Porto Rico, des établissements français des Antilles, son extrême fertilité, la préférence marquée de ses nombreux consommateurs pour les produits français développent de plus en plus l'actif cabotage des colonies françaises et les rapports directs de la France avec cette île. La protection due aux nombreux français établis à Porto Rico, ainsi qu'aux intérêts de commerce et de navigation qui se rattachent à cette possession espagnole obligent en 1840 le gouvernement français à élever à la première classe le consulat que Chassériau gérait depuis 5 années.
Benoît Chassériau meurt en poste à Porto Rico le 27 septembre 1844 à 64 ans.

## L'ami français du Libertador Simón Bolívar
Benoît Chassériau entretetient pendant de longues années une relation amicale avec le Libertador Simón Bolívar qui dans sa correspondance l’appelle « mon ami français ».

### 1815: Chassériau sauve indirectement la vie de Simón Bolívar à la Jamaïque
Le 10 décembre 1815 quelques heures avant la tentative d'assassinat de Simón Bolívar, Chassériau rend visite à Bolivar et lui donne de l'argent afin de chercher un autre logement. Ainsi, le Libertador quitte la chambre où José Antonio Páez a dormi pendant plusieurs nuits et qui dépend de la maison d'hôtes Rafael Pisce, à l'angle des rues Prince et White. La nuit même, Pio le serviteur de Bolivar et Paez, plonge son couteau meurtrier dans le cou du capitaine José Felix Amestoy, pensant qu’il s’agissait du Libertador,,.

### Le financement de l’expédition de los Cayos
En 1816, pour aider Simón Bolívar au financement de l’expédition de los Cayos dans la partie sud-ouest d'Haïti, Benoît Chassériau constitue une sorte consortium avec Jean Pavageau, Michael Scott, George Robertson, S. Campbell et Maxwell Hyslop pour réunir la somme de 3 000 pesos,,. Benoît Chassériau prête pour sa part la somme de 404 pesos à Simón Bolívar. Pour lui exprimer sa gratitude, Bolivar demande, 11 ans plus tard, en 1827 le remboursement de ce prêt en l’augmentant des intérêts de 6% par an depuis le 1er janvier 1816.

### Garde du cousin de Simón Bolívar à Paris
En 1822, Benoît Chasseriau se voit confier la garde à Paris du cousin de Simón Bolívar, José Félix Ribas y Palacios. Dans une lettre datée du 10 août 1822 depuis Caracas, Francisco Ribas Galindo, secrétaire particulier de Simón Bolívar, remercie Benoît Chassériau de veiller sur José Félix Ribas y Palacios, laissé en pension à Paris. José Felix Ribas y Palacios est le fils du héros de l’indépendance José Félix Ribas et de María Josefa Palacios, tante de Simon Bolivar.

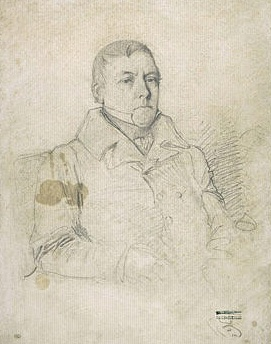
Portrait de Benoît Chassériau par Théodore Chassériau – Musée du Louvre, Paris

## Famille
Benoît Chassériau est le dernier des 18 enfants de Jean Chassériau, négociant-armateur, conseiller perpétuel de l'Hôtel de ville de La Rochelle. Il est le frère de Victor Frédéric Chassériau. En 1806, il épouse la créole blanche (mais qui, d'après les archives du ministère des Affaires étrangères français, serait noire) Marie Madeleine Couret de la Blaquière, née le 15 juillet 1791 à Santa Bárbara de Samaná, (île d'Hispañola), fille d'un riche propriétaire français de Saint-Domingue et a 5 enfants dont :
- le peintre romantique Théodore Chassériau (1819-1856). Le portrait qu'il réalisa à l'âge de 15 ans de Prosper Marilhat fait de Théodore Chassériau le plus jeune peintre exposé au musée du Louvre[17].
- Frédéric-Victor-Charles Chassériau (1807-1881), conseiller d’État et historiographe de la marine ;
- Ernest Chassériau (1823-1870), chef de bataillon d'infanterie de marine mort à la bataille héroïque de Bazeilles en 1870 pendant la guerre franco-allemande de 1870.

## Distinctions
- Chevalier de la Légion d'honneur (France)
- Chevalier dans l'ordre royal de Dannebrog  (Danemark)
- Chevalier de l'ordre d'Isabelle la Catholique (Espagne)
- Membre de la Société royale des antiquaires du Nord (en), à Copenhague